# Подагра
Подаграта или гихт е медицинско състояние, което обикновено се характеризира с повтарящи се пристъпи на остър възпалителен артрит – зачервена, болезнена, пламтяща възпалена става. Най-често засегната (при около 50% от случаите) е метатарзофалангеалната става в основата на големия пръст на крака. Тя обаче може да се прояви и под формата на тофуси, камъни в бъбреците или уратна нефропатия. Смята се, че подаграта се причинява от високите нива на пикочна киселина в кръвта, но най-нови изследвания показват, че причината за подаграта е липсата в човешкия организъм на ензима уриказа, което води до кристализация на пикочната киселина, при което кристалите се отлагат в ставите, сухожилията и околните тъкани.
Гихтът е изключително болезнена болест, която в повечето случаи засяга само една става и най-вече палеца на крака. Обикновено има два източника на болка. Кристалите вътре в ставата причиняват изключителна болка при движение на засегнатата област. Възпалението на тъканите около ставата също причинява подуване на кожата. При най-малкия допир може да се предизвика голяма болка.
Клиничната диагноза се потвърждава чрез наблюдаване на характерните кристали в ставната течност. Лечението с нестероидни противовъзпалителни средства (НСПВС), стероиди или колхицин облекчава симптомите, без да премахва причината, а именно кристалите на пикочната киселина. Те остават между ставните повърхности и продължават да ги износват и дразнят. След като острият пристъп отмине, нивата на пикочна киселина обикновено се понижават чрез промяна в начина на живот, а при пациентите, страдащи от чести пристъпи, алопуринола или пробенецида осигуряват дългосрочна превенция.
Заболеваемостта от подагра е нараснала през последните десетилетия като засяга 1 – 2% от населението на западния свят в различни етапи от живота. Смята се, че този ръст се дължи на увеличаващите се рискови фактори сред населението като метаболитен синдром, по-голяма продължителност на живота и промени в хранителните навици. В исторически план подаграта е била известна като „болестта на кралете“ или „болестта на богатите“.

## Признаци и симптоми
Подаграта може да има множество проявления, макар най-чести да са повтарящите се пристъпи на остър възпалителен артрит. Най-често засегната е метатарзофалангеалната става в основата на големия пръст на крака – в около половината случаи. Други стави, като тези на петите, колената, китките и пръстите, също могат да бъдат засегнати. Ставната болка обикновено започва около 2 – 4 часа и през нощта. Пристъпите през нощта се дължат на по-ниската телесна температура през тази част на денонощието. Успоредно със ставната болка рядко могат да се появят и други симптоми, включително изтощение и силна треска.
Продължително високите стойности на пикочна киселина (хиперурикемия) могат да доведат и до друга симптоматика, включително твърди, безболезнени натрупвания на кристали на пикочната киселина, известни като тофуси. Всъщност причината е липсата в човешкия организъм на ензима уриказа, който превръща абсолютно водонеразтворимите кристали на пикочната киселина във водоразтворими. Обширните тофуси могат да причинят хроничен артрит в резултат на ерозията на костите. Може да се стигне и до натрупването на кристали, отлагащи се в бъбреците, което води до образуване на камъни в бъбреците и последващата го уратна нефропатия.Дори може и да се наложи премахване на двата бъбрека.[7]

## Причини
Хиперурикемията е основната причина за подаграта. Тя може да се появи по редица причини, включително хранителни навици, генетична предразположеност или намалено отделяне на урат солите на пикочната киселина. Основната причина за хиперурикемията е, че организмът има увеличена нужда от антиоксидантна защита, тъй като пикочната киселина при хората осигурява над половината от антиоксидантния капацитет на кръвната плазма. Затова човешкият мозък увеличава съдържанието на пикочна киселина в кръвта.

### Начин на живот
На причините, свързани с хранителните навици, се падат около 12% от случаите на подагра и имат тясна връзка с консумацията на алкохол, напитки, подсладени с фруктоза, месо и морски дарове. Към отключващите фактори спадат и физическите травми и хирургическите операции. Неотдавнашни проучвания показват, че хранителните навици, които се смятаха за свързани фактори, всъщност не са, включително приемът на зеленчуци богати на пурин (като например боб, грах, леща и спанак) и общ белтък. Изглежда консумацията на кафе, витамин C и млечни продукти, както и добрата физическа форма намаляват риска. Смята се, че това отчасти се дължи на тяхното влияние за намаляване на инсулиновата резистентност.

### Генетика
Появяването на подаграта е отчасти генетично обусловено и на нея се дължи около 60% от генетичната изменчивост в нивата на пикочната киселина. Три гена – SLC2A9, SLC22A12 и ABCG2 често се свързват с подаграта и вариациите в тях могат почти да удвоят риска. Мутациите, свързани със загуба на функции при SLC2A9 и SLC22A12 причиняват наследствена хипоурикемия като намаляват степента на абсорбция на урата и на безпрепятствената му секреция. Няколко редки генетични смущения, включително наследствена младежка хиперурикемична нефропатия, медуларна кистозна болест на бъбрека, свръхпродуктивност на фосфорибозилпирофосфат синтетаза и недостигът на хипоксантин-гуанин фосфорибозилтрансфераза, наблюдавани при синдром на Леш-Нихан, се усложняват от подаграта.

### Патологични състояния
Подаграта често се появява в комбинация с други медицински проблеми. Метаболитен синдром – комбинация от абдоминално затлъстяване, хипертония, инсулинова резистентност и анормални нива на мазнините – се появява при близо 75% от случаите. Други състояния, при които подаграта често предизвиква усложнения, включват полицитемия, отравяне с олово, бъбречна недостатъчност, хемолитична анемия, псориазис и трансплантация на органи. Индекс на телесната маса по-голям или равен на 35 повишава риска от подагра при мъжете три пъти. Хроничното излагане на въздействието на олово и на замърсен с олово алкохол са рискови фактори за подагра поради вредното им въздействие върху работата на бъбреците. Синдромът на Леш-Нихан често се свързва с подагрозен артрит.

### Лечение
Диуретиците често са свързвани с пристъпи на подагра. Малка доза от хидрохлоротиазид обаче изглежда не повишава риска. Други свързвани с болестта лекарства са витамин PP и аспирин (ацетилсалицилова киселина). Имунопотискащите лекарства циклоспорин и такролимус също се свързват с подагра, особено първото, когато се използва в комбинация с хидрохлоротиазид.

## Патофизиология
Подаграта е смущение на пуриновия метаболизъм и се проявява когато нейният краен метаболит – пикочната киселина, кристализира под формата на мононатриев урат, който се натрупва в ставите, по сухожилията и заобикалящите ги тъкани. Тези кристали след това предизвикват локална имуноопосредствана възпалителна реакция, като един от ключовите белтъци в каскадата на възпалението е интерлевкин 1β. Загубата на уриказа, която разбива пикочната киселина, в резултат на еволюцията при хората и по-висшите примати е направила това състояние често срещано.
Отключващите фактори за натрупването на пикочна киселина не са добре проучени. Макар да може да кристализира при нормални нива, по-вероятно е това да се случи, когато нивата се повишават. Други смятани за важни фактори за отключването на остри пристъпи на артрит са: ниските температури, бързите промени на нивата на пикочната киселина, ацидозата, ставната хидратация и белтъците от извънклетъчния матрикс, като например протеогликани, колагени и хондроитин сулфат. Повишеното отлагане при ниски температури донякъде обяснява защо най-често са засегнати ставите на краката. Бързи промени в пикочната киселина могат да се появят в резултат на множество фактори, включително травми, хирургически операции, химиотерапия, диуретици и започването или приключването на лечение с алопуринол. Блокерите на калциевите канали и лозартанът се свързват с понижен риск от подагра в сравнение с други лекарства за артериална хипертония.

## Диагностика
Подаграта може да бъде диагностицирана и лекувана без допълнителни изследвания при пациентите с хиперурикемия и класическа подагра. Трябва обаче да бъде направен анализ на синовиалната течност, ако има съмнения в диагнозата. Въпреки че рентгеновите снимки помагат при откриването на хронична подагра, те не са особено полезни при остри пристъпи.

### Синовиална течност
Окончателното поставяне на диагноза за подагра се базира на идентифицирането на кристали на мононатриев урат в синовиална течност или тофус. Всички проби от синовиална течност, взети от недиагностицирани възпалени стави, трябва да се изследват за наличието на тези кристали. При микроскопия с поляризираща светлина се идентифицира наподобяваща игла морфология и силно отрицателно двойно пречупване на лъчи. Провеждането на този тест е трудно и често изисква обучен експерт. Освен това, пробата от течността трябва да бъде изследвана относително бързо след аспирация, тъй като температурата и рН влияят върху нейната разтворимост.

### Кръвни изследвания
Хиперурикемията не е класическа характерна черта на подаграта, тъй като при почти половината от случаите тя се развива без хиперурикемия, а повечето хора, при които се наблюдават повишени нива на пикочна киселина, никога не развиват подагра. Следователно, диагностичната полза от измерването на нивото на пикочната киселина е нулева. Хиперурикемията се дефинира като нива на урат в плазмата по-големи от 420 μmol/l (7 mg/dl) при мъже и 360 μmol/l (6 mg/dl) при жени. Други често извършвани кръвни изследвания са преброяване на левкоцити, електролити, бъбречна функция и скорост на утайка на еритроцити (СУЕ). Въпреки това както броя на белите кръвни клетки, така и СУЕ могат да бъдат повишени поради подагра и при липса на инфекция. Документирано е преброяване на бели кръвни клетки в количество 40,0×109/l (40,000/mm3).

### Диференциална диагноза
Най-важната диференциална диагноза при подагра е септичният артрит. Това трябва да се има предвид при пациенти с признаци на инфекция или такива, при които няма подобрение от лечението. За улесняване на поставянето на диагноза може да се извърши изследване на синовиална течност оцветяване по Грам и култура. Другите подобни състояния включват псевдоподагра и ревматоиден артрит. Тофусите в частност, когато не са разположени в става, могат да бъдат объркани с базалноклетъчен карцином или друга неоплазма(и).

## Превенция
Както промени в начина на живот, така и лекарства могат да понижат нивата на пикочна киселина. Ефективните промени в начина на живот и спазването на диети включват намален прием на такива храни като месо и морски продукти, прием на достатъчно количество витамин C, който е един от най-силните антиоксиданти и подпомага антиоксидантната защита на организма. Това автоматично намалява съдържанието на пикочна киселина в организма. Ограничаването на консумацията на алкохол и фруктоза и предотвратяването на затлъстяване също оказва положително влияние. Спазването на нискокалорична диета при затлъстели мъже намалява нивата на пикочна киселина със 100 µmol/l (1,7 mg/dl). Ежедневният прием на 1500 mg витамин C намалява риска от развиване на подагра с 45%. Консумацията на кафе, но не и чай, е свързана с нисък риск от развиване на подагра. Подагра може да се развие като вторично заболяване при сънна апнея, поради освобождаването на пурин(и) от страдащите от недостиг на кислород клетки. Лечението на апнея може да намали появата на пристъпи.

## Лечение
Основната цел на лечението е овладяване на симптомите на остър пристъп. Превенция на повтарящи се пристъпи не може да се осъществи ефективно чрез прием на различни лекарства за намаляване на серумните нива на пикочна киселина, тъй като при почти половината от случаите подаграта се развива без хиперурикемия, а повечето хора, при които се наблюдават повишени нива на пикочна киселина, никога не развиват подагра. Прилагането на лед за 20 – 30 минути няколко пъти на ден облекчава болката. Възможностите за лечение на остри пристъпи включват нестероидни противовъзпалителни средства (НСПВС), колхицин и стероиди, а за превенция се използват алопуринол, фебуксостат и пробенецид. Намаляването на нивата на пикочна киселина не може да излекува заболяването, а в същото време може да влоши антиоксидантната защита на организма. Лечението на съпътстващи заболявания също е важно.

### НСПВС
НСПВС са обичайните първоначални средства за лечението на подагра, като няма специфичен агент, който да е повече или по-малко ефективен от другите. Подобрение може да се наблюдава в рамките на четири часа, като се препоръчва лечението да продължи от една до две седмици. Те не се препоръчват обаче при наличие на други здравословни проблеми като стомашно-чревно кървене, бъбречна недостатъчност или сърдечна недостатъчност. Макар че в исторически план индометацин е най-често използваното НСПВС, за предпочитане е използването на алтернативно средство като ибупрофен, поради неговия по-добър профил на странични ефекти при липса на по-добра ефективност. На хора с риск за поява на свързани със стомаха странични ефекти от НСПВС може да се дава допълнително инхибитор на протонната помпа.

### Колхицин
Колхицин е алтернатива за тези, които имат непоносимост към НСПВС. Неговите странични ефекти (главно стомашно-чревно разстройство) ограничават употребата му. Стомашно-чревното разстройство обаче зависи от дозата и рискът може да бъде намален чрез прием на по-ниски, но ефективни дози. Колхицин може да взаимодейства с други често предписвани лекарства, като например аторвастатин и еритромицин.

### Стероиди
Глюкокортикоидите са също толкова ефикасни, колкото и НСПВС, и могат да се използват при наличие на противопоказания за НСПВС. Те също водят до подобрение при инжектиране в ставата; въпреки това трябва да се изключи ставна инфекция, тъй като стероидите влошават това състояние.

### Пеглотиказа
Веществото пеглотиказа (Krystexxa) е одобрено за лечение на подагра в САЩ през 2010 г. То е алтернатива за около 3% от хората с непоносимост към други лекарства. Пеглотиказа се прилага като интравенозна инфузия на всеки две седмици и намалява нивата на пикочна киселина при тази популация.

### Профилактика
За предотвратяването на последващи пристъпи на подагра се използват редица лекарства, в това число инхибитор на ксантиноксидаза (включително алопуринол и фебуксостат) и урикозурици (в това число пробенецид и сулфинпиразон). Обикновено техният прием започва една до две седмици след овладяването на остър пристъп, поради съществуващите теоретични опасения от влошаване на пристъпа, и често се използват в комбинация с НСПВС или колхицин през първите три до шест месеца. Те се препоръчват при наличие на два подагрозни пристъпа, освен ако не са наблюдават деструктивни ставни изменения, тофуси или остра уратна нефропатия, тъй като е установено, че лекарствата не са ефективни дотогава. Необходимо е да се засилят мерките за понижаване на уратните нива до достигане на серумни нива на пикочна киселина под 300 – 360 µmol/l (5,0 – 6 mg/dl) и те да продължават да се прилагат за неопределен период от време. Ако тези лекарства се използват постоянно по време на пристъп, препоръчва се прекратяване на приема им. Ако нивата не могат да бъдат намалени под 6 mg/dl и се наблюдават повтарящи се пристъпи, това означава, че лечението е неуспешно или е налице рефракторна подагра. Като цяло пробенецид е по-малко ефикасен, отколкото алопуринол.
Урикозурични медикаменти се препоръчват при откриване на намалена секреция на пикочна киселина, ако 24-часово събиране на урина покаже по-малко от 800 mg количество пикочна киселина. Те обаче не се препоръчват, ако лицето е с анамнеза за бъбречни камъни. При 24-часово екскретиране на повече от 800 mg пикочна киселина, което е признак за свръхпроизводство, за предпочитане е да се използва инхибитор на ксантиноксидаза.
Инхибиторите на ксантиноксидаза (в това число алопуринол и фебуксостат) блокират производството на пикочна киселина, продължителната терапия е безопасна и се понася добре, и може да се използва при хора с бъбречно увреждане или уратни камъни, въпреки че алопуринол причинява свръхчувствителност у неголям брой индивиди. В такива случаи като алтернативно лекарство се препоръчва фебуксостат.

## Прогноза
Без лечение острият пристъп на подагра обикновено се разсейва за пет до седем дни. 60% от хората обаче получават втори пристъп в рамките на една година. Хората с подагра са с повишен риск от високо кръвно налягане, захарен диабет, метаболитен синдром и бъбречно и сърдечно-съдово заболяване, следователно с повишен риск от смърт. Това може да се дължи отчасти на връзката ѝ с инсулинова резистентност и затлъстяване, но в някои случаи повишеният риск се явява независим.
Без третиране епизодите на остра подагра могат да се развият в хронична подагра с разрушаване на ставните повърхности, деформация на ставите и безболезнени подагрични удебеления на ставите (тофуси). Тези подагрични удебеления на ставите настъпват в 30% от случаите, които не са третирани в продължение на пет години, често пъти в хрущялната извивка на ушната мида, над процесите на олекранона или върху ахилесовите сухожилия. С агресивно третиране те могат да се разтопят. Бъбречните камъни също често усложняват подаграта, като засягат 10 и 40% от хората и настъпват поради ниско рН на урината, което спомага за утаяването на пикочна киселина. Могат да настъпят и други форми на хронична бъбречна дисфункция.
- Възелчета на пръста и хрущялната извивка на ушната мида, представляващи подагрични удебеления на ставите
- Удебеление на колянната става
- Удебеление на ставата на палеца на крака и над външния малеол
- Подагра усложнена от разкъсани удебеления на ставите (ексудат тестван положително за кристали на пикочна киселина)

## Епидемиология
Подаграта засяга около 1 – 2% от западното население в определен етап от живота им и става все по-обичайно заболяване. В периода между 1990 г. и 2010 г. има приблизително удвояване на случаите на подагра. Счита се, че това нарастване се дължи на повишаващата се продължителност на живота, промени в храненето и увеличаване на болестите, свързани с подаграта, като метаболитен синдром и високо кръвно налягане. Установени са редица фактори повлияващи заболеваемостта, включително възраст, раса и годишен сезон. При мъжете на възраст над 30 и жените на възраст над 50 години случаите преобладават с 2%.
В Съединените щати подаграта е двойно по-вероятна при мъжете афроамериканци, отколкото при американците от европейски произход. Заболеваемостта е с висока честота сред хората от Тихоокеанските острови и маорите от Нова Зеландия, но рядко се среща сред австралийските аборигени, въпреки по-високата средна концентрация на серумна пикочна киселина при последната група. Придобила е широко разпространение в Китай, Полинезия и градските райони на Субсахарска Африка. Някои проучвания са установили, че пристъпите на подагра се случват по-често през пролетта. Това се отдава на сезонните промени в диетата, употребата на алкохол, физическата активност и температурата.

## История
Думата „подагра“ (на английски: Gout) първоначално е използвана от Рандолф Бокинг, около 1200 г. Произлиза от латинската дума gutta, което означава „капка“ (течност). Според Оксфордския английски речник това произлиза от хюморизъм и „идеята за капване на болестен материал от кръвта във и около ставите“.
Подаграта обаче е известна от древността. Исторически се споменава като „царят на болестите“ и „болестта на царете“ или „болестта на богатите“. Първата документация на болестта е от Египет през 2600 г. пр.н.е. в описание на артрит на палеца на крака. Гръцкият лекар Хипократ около 400 г. пр.н.е. коментира за нея в своите „Афоризми“, като отбелязва отсъствието ѝ при евнусите и предменопаузални жени. Авъл Корнелий Целз (30 г.) описва връзката с алкохола, по-късното начало при жените и свързани бъбречни проблеми:
| „ | Отново гъстата урина, утайката от която е бяла, означава, че болката или болестта се очакват в областта на ставите или коремните вътрешности... Проблемите в ставите на ръцете и стъпалата са чести и повтарящи се, като тези в случаите на подагра и хирагра. Те рядко атакуват евнуси или момчета преди коитус с жена, или жени, освен такива, при които менструацията е спряла... някои са се застраховали за цял живот чрез въздържание от вино, медовина и сладострастие. | “ |

През 1683 г. Томас Сиденъм, английски лекар, описва настъпването ѝ в ранните утринни часове и предпочитанието ѝ към по-възрастни мъже:
| „ | Пациентите с подагра общо взето са или старци, или мъже, които така са се изхабили в младостта си, че са се състарили преждевременно, като сред тези разпуснати навици най-обичайните са прекалено отдаване на сластолюбие и други подобни изтощителни страсти. Жертвата си ляга и заспива в добро здраве. Около два часа сутринта се събужда от остра болка в палеца на крака, по-рядко в петата, глезена или горната извивка на ходилото. Болката е като от изкълчване, но усещането в тази част е сякаш е полята със студена вода. После следват студенина и втрисане и малко треска... Нощта преминава в мъка, безсъние, обръщане на засегнатата част и постоянна смяна на позата, като мятането на тялото е така неспирно, както болката на измъчваната става и се влошава при всеки пристъп. | “ |

През 1679 г. холандският учен Антони ван Льовенхук пръв описва как изглеждат уратните кристали под микроскоп. През 1848 г. английският лекар Алфред Баринг Гарод осъзнава, че тази излишна пикочна киселина в кръвта причинява подаграта.

## При животни
Подаграта се среща рядко при повечето животни, поради способността им да произвеждат уриказа, която разлага пикочната киселина. Хората и някои човекоподобни маймуни нямат тази способност, поради това подаграта е често срещана при тях. Счита се обаче, че един представител на вида тиранозавър рекс, известен като „Су“, е страдал от подагра.

## Проучване
Изпитват се редица нови лекарства за лечение на подагра, включително анакинра, канакинумаб и рилонацепт. Има рекомбинант уриказа ензим (разбуриказа). Употребата му обаче е ограничена, тъй като подбужда автоимунна реакция. Разработват се по-малко антигенни версии.